# نازك عليا
نازك عليا هي مدينة في مقاطعة بل دشت، إيران. عدد سكان هذه المدينة هو 2,667 في سنة 2016.